# بندقوط
البَنْدَقوط  هو حيوان ثديي يعيش في أستراليا وغينيا الجديدة يزن معظم أنواع البندقوط أقل من كيلو جرام واحد، وغالباً مايكون لون فروه بنياً أو رمادياً وهو ذو رأس طويل ودقيق وأسنانه حادة وتلتصق الإصبعان الثانية والثالثة في قدميه الخلفيتين.
يعيش معظم أنواع البندقوط في الغابات والأماكن الأخرى ذات الأشجار الكبيرة إلا ان هناك اصنافاً أخرى تسمى البلبي تقطن الصحاري. تحفر حيوانات البندقوط الجحور أو تبني أوكاراً على الأرض مستعملة العيدان وأوراق الشجر وغالباً ماتتغذى بالحشرات والعناكب والديدان.
والبندقوط من الحيوانات الجرابية وصغير البندقوط - كأغلب الجرابيات- تحمله الأم في كيس أمام بطنها حتى يكتمل نموه وهناك جرذان معينة في كل من الهند وسريلانكا تسمى البندقوط لكنها لاتنتمي إلى الجرابيات.
حيوان يعيش في أستراليا